# 祭孔

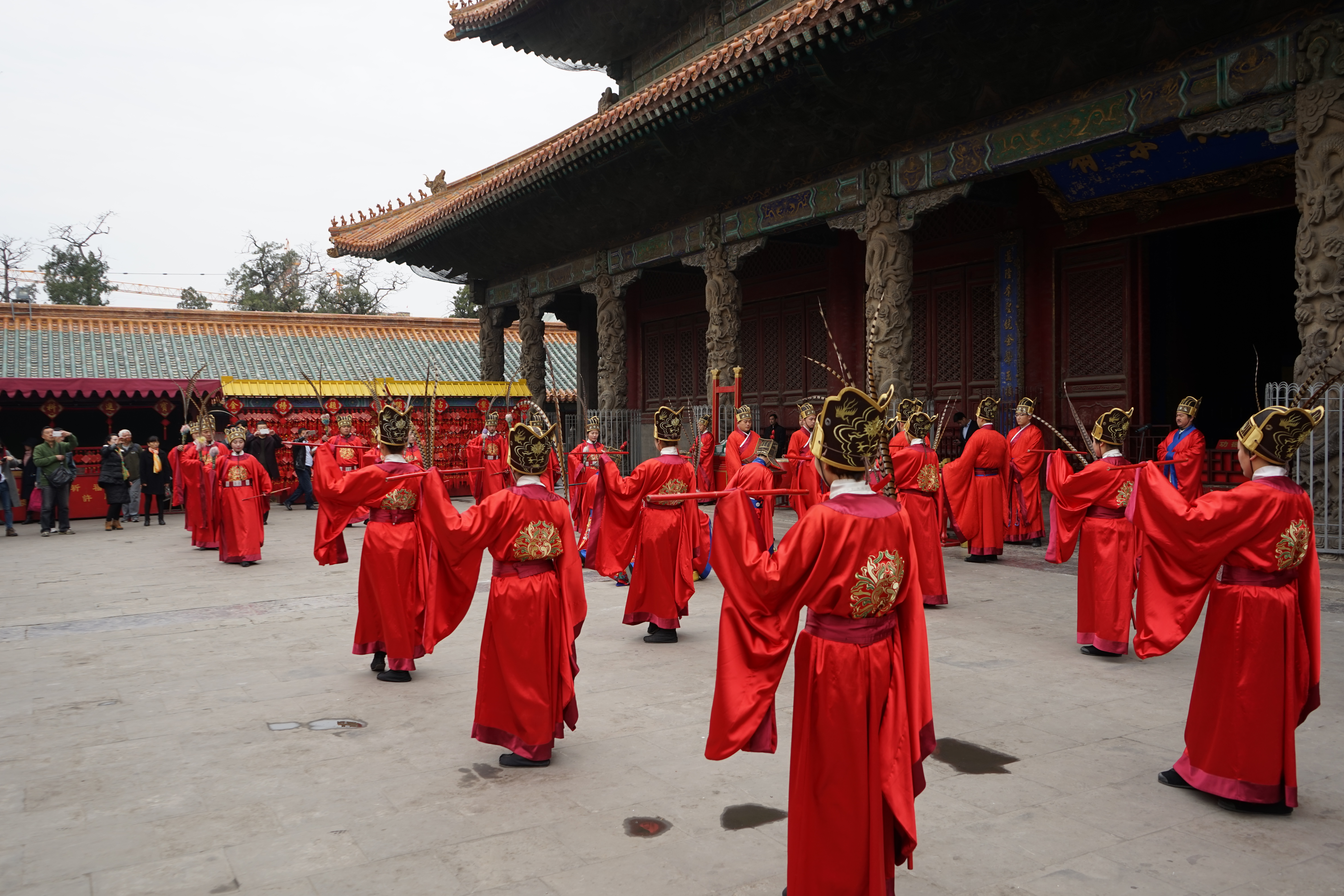
曲阜孔廟前的釋奠佾舞

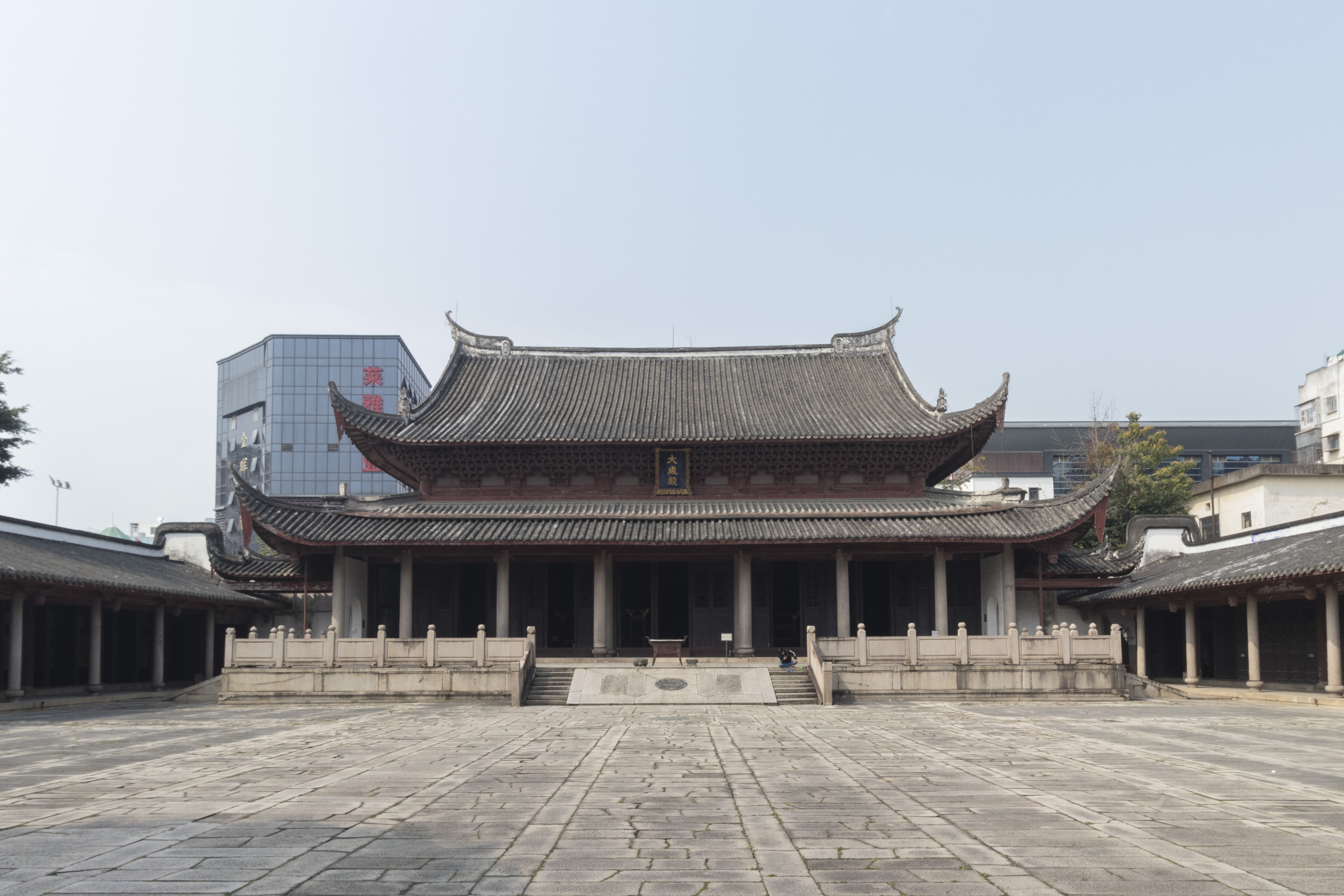
文廟是漢族的固定祭孔場所。圖片是位于福州市鼓樓區的福州文廟

祭孔是漢字文化圈对至聖先師孔子的祭祀活动，祭祀儀制發源於中国，並傳播至日本、朝鮮半島、琉球、越南等地和全球海外华人生活聚落，為儒教禮儀傳統，祭孔大典活動通稱為「釋奠典禮」，活動主軸為以當地學生擔任禮生演出的釋奠佾舞。

## 历史
孔子去世后第二年，公元前478年，鲁哀公在曲阜阙里孔子旧宅立庙，即今天的曲阜孔庙。孔子生前所住的三间房屋改成寿堂，陈列孔子生前的生活用品，并按岁时祭祀，祭孔由此开始。皇帝祭孔則由漢高祖始，高祖過魯，以太牢祠孔子。
自漢武帝獨尊儒術開始，中國皇帝每年均會祭孔。自汉代以后，祭孔活动延续不断。规模也逐步提升，明清时期达到顶峰，被称为“国之大典”。清代剃髮易服後，顺治帝定都北京，在京师国子监立文庙，内有大成殿，专门举行一年一度的祭孔大典，并尊孔子为“大成至圣文宣先师”。祀礼规格又进化为上祀、奠帛、读祝文、三献、行三拜九叩大礼。
顺治二年十月，原任陕西河西道、孔子后裔孔闻謤上书表示：孔家衣冠已经延续了三千年，希望能够保持不变，免剃发易服。多尔衮回应：“剃发严旨，违者无赦。……孔闻謤革职永不叙用。”自此祭孔服飾全面廢除漢服衣冠，僅剩日本、朝鮮保留。
在中國大陸，民間也會祭孔，直至中國政府1949年播迁台湾。中華人民共和國建立后，中國共產黨基本上已經取消祭孔活动。在文化大革命期间，由于批林批孔运动的影响，祭孔更被視為封建迷信活动而被全面禁止，很多孔庙的文物古迹都被毀滅破坏。因此，很多祭孔的仪式、舞蹈少有人知。1984年，曲阜孔庙恢复了民间祭孔，此后中国其他地区陆续开始祭孔的活动。黑龙江省于2007年举行了第一次祭孔活动，为此派员专程前往曲阜学习祭祀相关的礼仪及舞蹈。中央电视台从2005年开始直播曲阜的祭孔活动。
从1952年8月6日开始，中华民国把孔子的生日定为教师节。中華民國政府遂揭起復興中國文化之旗幟，希望樹立為中國文化承繼者和捍衛者之形象。
日本和朝韓也崇尚儒學，亦有祭孔，並一直保留至今。韓國每年都會有大型祭孔儀式。
祭孔大典中的乐舞表演，继承上古时代汉民族祭祀天地和庆祝丰收与战功的原始舞蹈形式，集礼、乐、舞于一体，是唯一保留下来的汉民族舞蹈。因此在2005年被列入中国首批非物质文化遗产名录。

## 世界各地祭孔大典
长春文庙与山东曲阜孔庙、美国纽约中国城、台北文庙、 台南文庙同时进行了“世界华人同祭孔”活动。

### 漢字文化圈地區
2004年，中國大陸在孔府孔廟祭孔，首次由政府官員主祭。遭與會的佛光人文社會學院教授龔鵬程指出其祭場未淨場，祭禮不正供，祭場混亂，司儀穿太監服，祭品位置擺放顛倒，批評為是「平生所見最爛的一次祭孔典禮」。
2007年9月28日祭孔大典在山东省曲阜孔庙举行。来自世界各地华人华侨代表以及孔子后裔近4000人参加了祭孔大典。已经升格到由山东省人民政府、文化部、教育部、国家旅游局、中华全国归国华侨联合会主办。中央电视台已经连续两年进行直播。

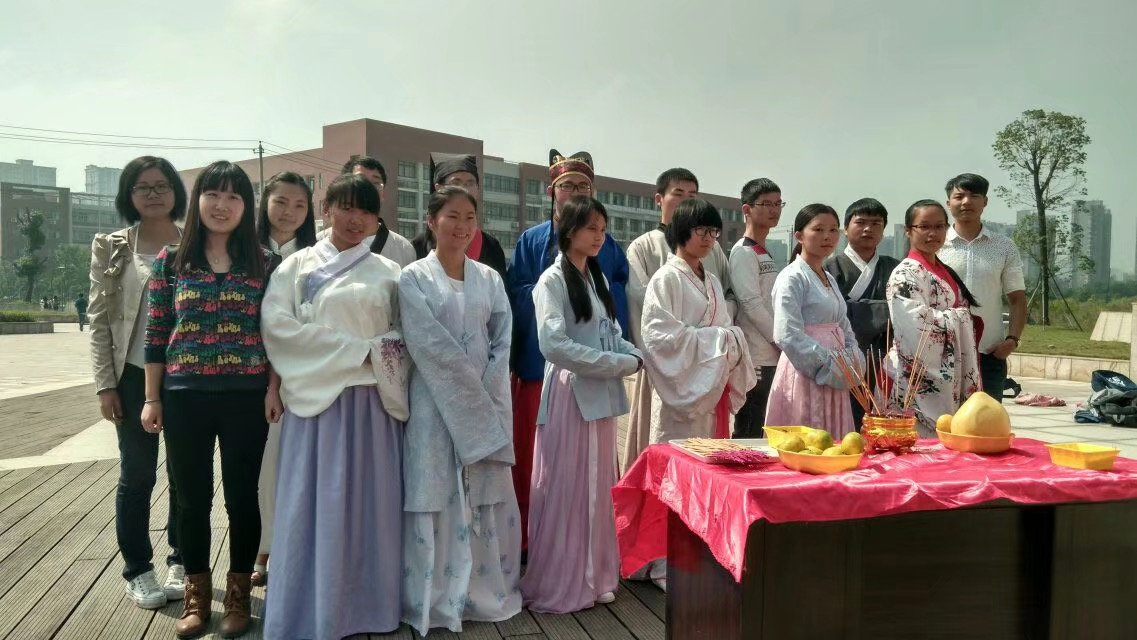
穿著漢服參加祭孔大典的大學生們
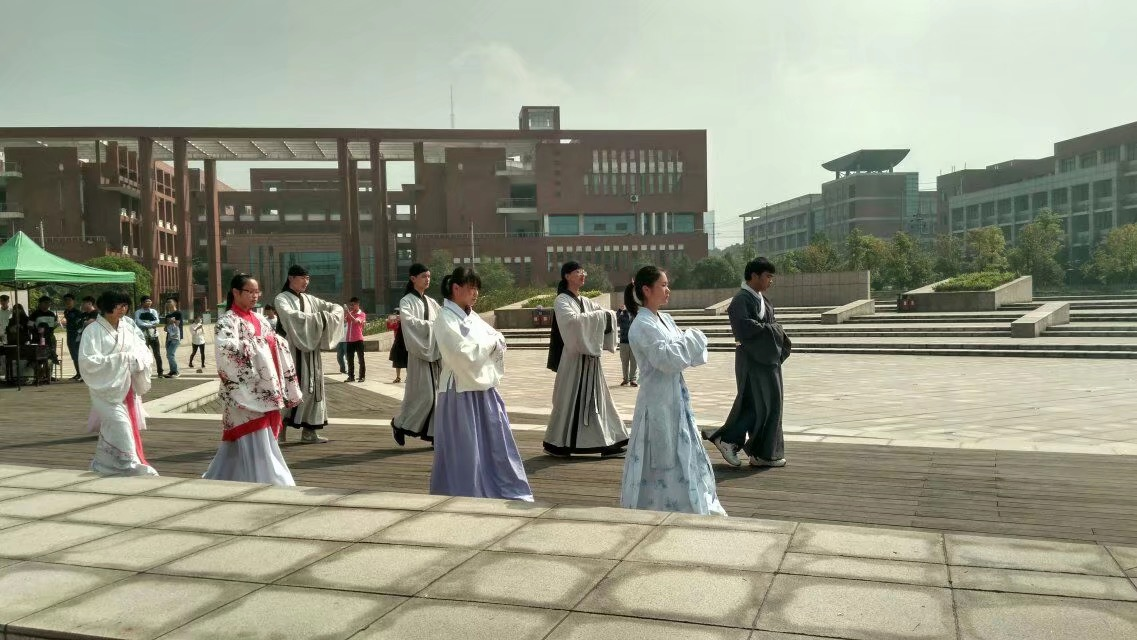
祭孔時行禮的大學生們
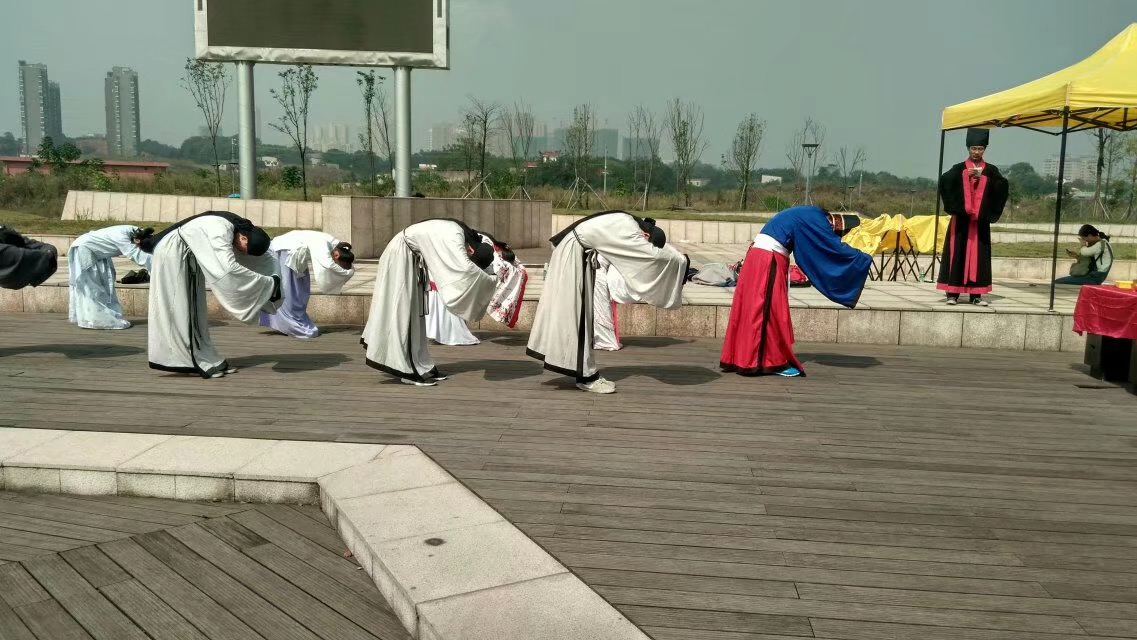
向孔子的畫像及牌位鞠躬的大學生們

#### 福建
福建省福州市每年都在9月28日当天上午位于现鼓楼区圣庙路的福州文庙举行大型祭孔活动。仪式按照中国传统典籍——《仪礼》记载的“三献礼”开展，依次鸣钟鼓、入殿、启户、迎神、并三献帛醴，恭诵祝文。

#### 广东
上午十一时正，华南最古老的广东德庆孔庙内击鼓三百六十响后，在大成殿仿照古制举行了公祭、民祭仪式。

#### 浙江
浙江衢州孔庙是中国仅有的两家孔氏家庙之一，素称“南宗”，另一家位于山东曲阜。2004年，孔氏南宗家庙中終於恢复祭孔大典。

#### 吉林
清晨7时58分，吉林省孔子学会和长春市孔子研究会主办，长春文庙举办了纪念孔子诞辰2558周年暨“世界华人同祭孔”祭孔大典，伴随着古乐声在长春文庙隆重举行。主祭祀官由孔子第77代后裔孔德高担任。祭官、陪祭官、乐生、舞生、歌生达二百多人。大典采用“释奠礼”。开始先鸣放21响礼炮和放飞2558个气球。祭孔礼仪分为：迎神、初献、亚献、终献、撤撰、送神等六部分。长春市希望高中的学生表演了仿古乐舞。长春市自强小学等单位的少年儿童进行了儒学经典诵读。这是长春文庙第三年举办祭孔大典。

#### 新疆
乌鲁木齐市文庙也举行了祭孔大典暨第二届孔子文化艺术节，近100名孔子后裔及社会各界人士参加了大典。1949年以后，首次举办祭孔大典，遵循传统的祭祀程序。分为公祭和家祭两部分。上午11时整，公祭仪式开始。主祭者闵荫楠先生鸣鼓三下后，同两位陪祭者向至圣先师孔子像献酒献爵。随后，各界代表向孔子像敬献花篮。新疆王洛宾文化艺术传播协会会长、乌市楹联家协会副主席安健文先生恭读了祭文《天人合一》。家祭仪式，由近100名孔子的后裔宗亲进行。主祭是在新疆孔子后裔中辈分最高的宪字辈宗亲孔宪厚，主祭和陪祭代表孔子后裔向先师上香，并行跪拜大礼，敬献花篮，酒，馔献果品。 同时还有尊师重教风尚为主题的“纪念孔子诞辰2558年”万人签名活动。祭祀完成后，100名来自八一中学的学生诵读了孔子经典《论语·十则》及清代典籍《弟子规》。

#### 黑龙江
哈尔滨80余年历史的文庙举行了主题为“走近孔子、喜迎奥运、同根一脉、共创和谐”的大型祭孔活动。首先，敬献了从山东曲阜孔子诞生地尼山送来的圣土、圣水。丝竹古乐响起，64名身着古典汉服的舞者表演了古代祭孔专用歌舞乐——八佾舞。敬献花篮拜谒孔子、宣读祭孔祭文、儿童歌舞表演、成人礼、教师宣誓七大项，祭孔大典历时1个小时。 这是黑龙江省自1949年以来，首次举办大型古典祭孔活动。该文庙特地派人到山东曲阜学习。一些不常见乐器特地从曲阜借来模具，请乐器行定做。为了学习祭祀孔子专用的舞蹈八佾舞，文庙工作人员与两名舞蹈老师特别到长春学习。然后，这两名舞蹈老师又教给哈尔滨市第二职业中学的学生。舞蹈排练了2个月方才完成。

#### 台湾

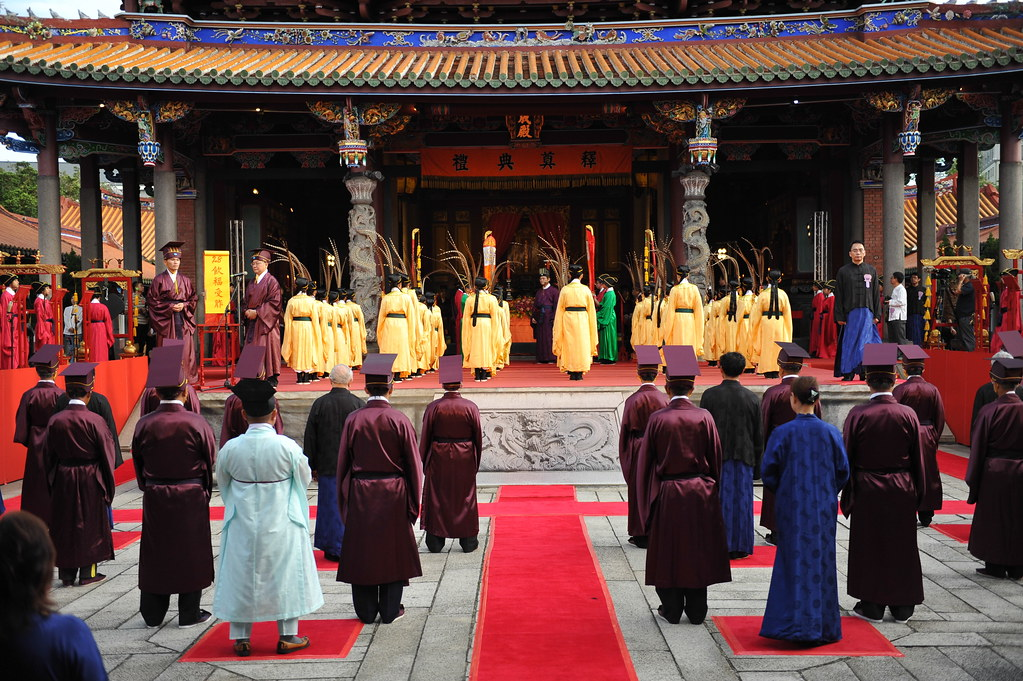
臺北市孔廟2016年10月1日紀念孔子誕辰2566周年釋奠典禮，該年9月28日因逢颱風而將典禮延期至10月1日舉辦，臺北市副市長鄧家基擔任正獻官，並由孔子第79代嫡孫孔垂長擔任奉祀官，中央由內政部部長葉俊榮代表總統蔡英文出席上香。

2008年9月28日，台北孔廟舉行孔子2558週年誕辰釋奠典禮。凌晨五時舉行家祭，孔子後第七十九代嫡孫孔垂長、孟子第七十五代嫡孫孟祥協、曾子第七十五代嫡孫、擔任精算師的曾慶泓都出席祭祀儀式。依古禮於六時開始，以鼓三嚴啟幕，正（分）獻官就位，依序啟扉、瘞毛血、迎神、進饌、上香、行三獻禮、正獻官飲福受胙、撤饌、送神、焚燒祝文與絲帛、闔扉，儀式完成。孟子、曾子的後代、日本韩国代表也都到場觀禮。2008年9月，中華民國第十二屆總統馬英九穿長袍馬褂祭孔。

### 漢字文化圈以外地区

#### 美国
9月23日晚，美国纽约山东同乡会、全美山东总商会在法拉盛东丽宫隆重祭孔。孔子第74代世孙主持祭祀。400多同乡和侨领出席2007年中秋祭孔大会。全体重要嘉宾悉数执三支香，向孔子画像三鞠躬祭拜。

#### 马来西亚
26日，110多个华人侨团在马来西亚的甲州，为庆祝孔子2558周年诞辰举办大典。